# 奥平大兼
奥平 大兼（おくだいら だいけん、2003年9月20日 - ）は、日本の俳優。東京都出身。スターダストプロモーション制作2部所属。

## 略歴
中学1年生の冬、帰り道に友人とはぐれ、駅の改札で足止めされていたところをスカウトされ、芸能界入り。中学時代は部活動を優先し、芸能活動は消極的であった。
2018年11月、「勉強のため」と、映画『MOTHER マザー』のオーディションに挑み、演技未経験で、数百人の応募者の中からメインキャストの周平役に抜擢される。役作りのため食事制限をして、母親との関係に翻弄される息子という難役を演じて注目を集める。
2020年、10月期TBS系金曜ドラマ『恋する母たち』でテレビドラマ初出演。
2022年2月6日、WOWOW『アクターズ・ショート・フィルム2「物語」』でドラマ初主演。同年3月、ZIP! 朝ドラマ『サヨウナラのその前に Fantastic 31 Days』で地上波ドラマ初主演。
2023年6月23日、映画『君は放課後インソムニア』で映画初主演。

## 人物
- 趣味は芸術鑑賞、洋楽・クラシック、ピアノ[2]。
- 特技は武道空手（初段）、バスケットボール[2]
- 好きな食べ物はアヒージョ、嫌いな食べ物はピーマン[6]。
- 憧れの俳優は山田孝之[4]。

## 受賞歴
2021年
- 第44回日本アカデミー賞 新人俳優賞（『MOTHER マザー』）
- 第94回キネマ旬報ベスト・テン 新人男優賞（『MOTHER マザー』）
- 第63回ブルーリボン賞 新人賞（『MOTHER マザー』）
- 第30回日本映画批評家大賞 新人男優賞(南俊子賞) (『MOTHER マザー』)

2023年
- 第15回TAMA映画賞 最優秀新進男優賞（『あつい胸さわぎ』『映画ネメシス 黄金螺旋の謎』『ヴィレッジ』『君は放課後インソムニア』）

## 出演
役名の太字は主演作品。

### 映画
- MOTHER マザー（2020年7月3日、スターサンズ / KADOKAWA） - 周平 役[4]
- マイスモールランド（2022年5月6日、バンダイナムコアーツ） - 崎山聡太 役[17]
- あつい胸さわぎ（2023年1月27日、イオンエンターテイメント / S・D・P） - 川柳光輝 役[18]
- 映画ネメシス 黄金螺旋の謎（2023年3月31日、ワーナー・ブラザース映画） - 姫川烝位 役[19]
- ヴィレッジ（2023年4月21日、スターサンズ / KADOKAWA） - 筧龍太 役[20]
- 君は放課後インソムニア（2023年6月23日、ポニーキャニオン） - 主演・中見丸太 役（森七菜とW主演）[11][21]
- PLAY!〜勝つとか負けるとかは、どーでもよくて〜（2024年3月8日、ハピネットファントム・スタジオ） - 主演・郡司翔太 役（鈴鹿央士とW主演）[22]
- 赤羽骨子のボディガード（2024年8月2日、松竹） - 染島澄彦 役[23]
- Cloud クラウド（2024年9月27日、東京テアトル / 日活） - 佐野 役[24][25]
- か「」く「」し「」ご「」と「（2025年5月30日、松竹） - 主演・大塚京（京） 役（出口夏希とW主演）[26]
- 雪風 YUKIKAZE（2025年8月15日、ソニー・ピクチャーズ エンタテインメント / バンダイナムコフィルムワークス） - 井上壮太 役[27]

#### 短編映画
- 短編オムニバス映画 GEMNIBUS vol.1『フレイル』（2024年6月28日公開、TOHO NEXT） - 主演・本田明（17歳の姿） 役[28]

#### 配信映画
- パレード（2024年2月29日、Netflix）[29]

### テレビドラマ
- 恋する母たち（2020年10月23日 - 12月18日、TBS） - 林大介 役[8]
- レンアイ漫画家 第1話・第3話・第5話 - 第7話（2021年4月8日・22日・5月6日 - 20日、フジテレビ） - 刈部純（青年期） 役
- ネメシス 第4話・第6話・第8話 - 最終話（2021年5月2日・16日・30日 - 6月13日、日本テレビ） - 姫川烝位 役[30]
- 世にも奇妙な物語 '21 秋の特別編「優等生」（2021年11月6日、フジテレビ） - 宮本慶介 役
- アクターズ・ショート・フィルム2「物語」（2022年2月6日、WOWOW） - 主演 ・裕也 役（琉花とW主演）[9][31]
- 卒業式に、神谷詩子がいない（2022年2月27日 - 3月27日、日本テレビ）- 寺島史也 役[32]
- ZIP!朝ドラマ「サヨウナラのその前に Fantastic 31 Days」（2022年3月1日 - 31日、日本テレビ） - 主演・椿木宙 役[10][注 1]
- 国際共同制作ドラマ「マイスモールランド」（2022年3月24日、NHK BS1） - 崎山聡太 役[33]
- 早朝始発の殺風景（2022年11月4日 - 12月9日、WOWOW）- 主演・加藤木 役（山田杏奈とのW主演）[34]
- 最高の教師 1年後、私は生徒に■された（2023年7月15日 - 9月23日、日本テレビ） - 星崎透 役[35][36]
- ケの日のケケケ（2024年3月26日、NHK総合・NHK BSプレミアム4K） - 進藤琥太郎 役[37]
- 御上先生（2025年1月19日 - 3月23日、TBS） - 神崎拓斗 役[38][39]
- いつか、無重力の宙で（2025年9月8日〈予定〉 - 、NHK総合） - 金澤彗 役[40]

### 配信ドラマ
- 恋する男たち 第4話（2020年11月20日、Paravi）- 林大介 役[41]
- ナナフシギ（2022年1月11日配信開始、VISION） - 主演・露木 役[42]
- 拝啓、大人になる貴方へ（2023年9月23日・30日、Hulu） - 星崎透 役[43]
- ワンダーハッチ -空飛ぶ竜の島-（2023年12月20日、Disney+ Star） - 主演・タイム 役（中島セナとのダブル主演）[44][45]

### プロモーション・ビデオ
- 斉藤壮馬「パレット」（2020年）[46]
- 野田洋次郎「なみしぐさ」（2024年）[47]

### CM
- バンダイナムコエンターテインメント「テイルズ オブ クレストリア」（2020年）[48]
- NTTドコモ「ドコモのロング学割『高校1000日の片想い』」（2021年）[49]
- 大塚製薬「カロリーメイト」「Midnight Train」編（2021年）[50]
- アフラック「しっかり頼れる介護保険」「おじいちゃん子」篇「お金の負担」篇「あちこちの心配」篇（2021年）[51]